# Eugenio Espejo (Imbabura)
Eugenio Espejo ist eine Ortschaft und eine Parroquia rural („ländliches Kirchspiel“) im Kanton Otavalo der ecuadorianischen Provinz Imbabura. Die Parroquia besitzt eine Fläche von 21,26 km². Die Einwohnerzahl beim Zensus 2010 betrug 7357.

## Lage
Die Parroquia Eugenio Espejo liegt in den Anden im Norden von Ecuador. Das Gebiet liegt in Höhen zwischen 2600 m und 4080 m. Das Verwaltungsgebiet erstreckt sich vom Westufer des Lago San Pablo im Norden bis zum Nordufer der Laguna Caricocha, einem Kratersee des Vulkans Mojanda, im Süden. Der etwa 2690 m hoch gelegene Hauptort befindet sich an der Fernstraße E35 (Quito–Otavalo) 2 km südöstlich vom Kantonshauptort Otavalo sowie 1,5 km vom Westufer des Lago San Pablo entfernt.
Die Parroquia Eugenio Espejo grenzt im Osten an die Parroquia San Rafael de la Laguna sowie im Westen und im Norden an die Parroquia urbana El Jordán, die Teil des Municipio von Otavalo ist.

## Orte und Siedlungen
In der Parroquia gibt es 12 Comunidades: Arias Pamba, Calpaquí, Censo Copacabana, Chuchuquí, Cuaraburu, Huacsara, Mojandita, Pivarinci, Pucará Alto, Pucará de Desaguadero, Pucará de Velásquez und Puerto Alegre. Ferner bilden 9 Barrios den Hauptort (cabecera parroquial). Die Bevölkerung besteht zum Großteil aus Kichwa. Im Hauptort sowie in den Comunidades Calpaquí und Pivarincí gibt es daneben noch Mestizen.

## Geschichte
Die Parroquia Eugenio Espejo wurde am 26. April 1909 gegründet. Namensgeber war Eugenio Espejo, ein Schriftsteller, Arzt, Jurist und Vordenker der Unabhängigkeit Ecuadors.